# Liebknecht-Luxemburg-Demonstration

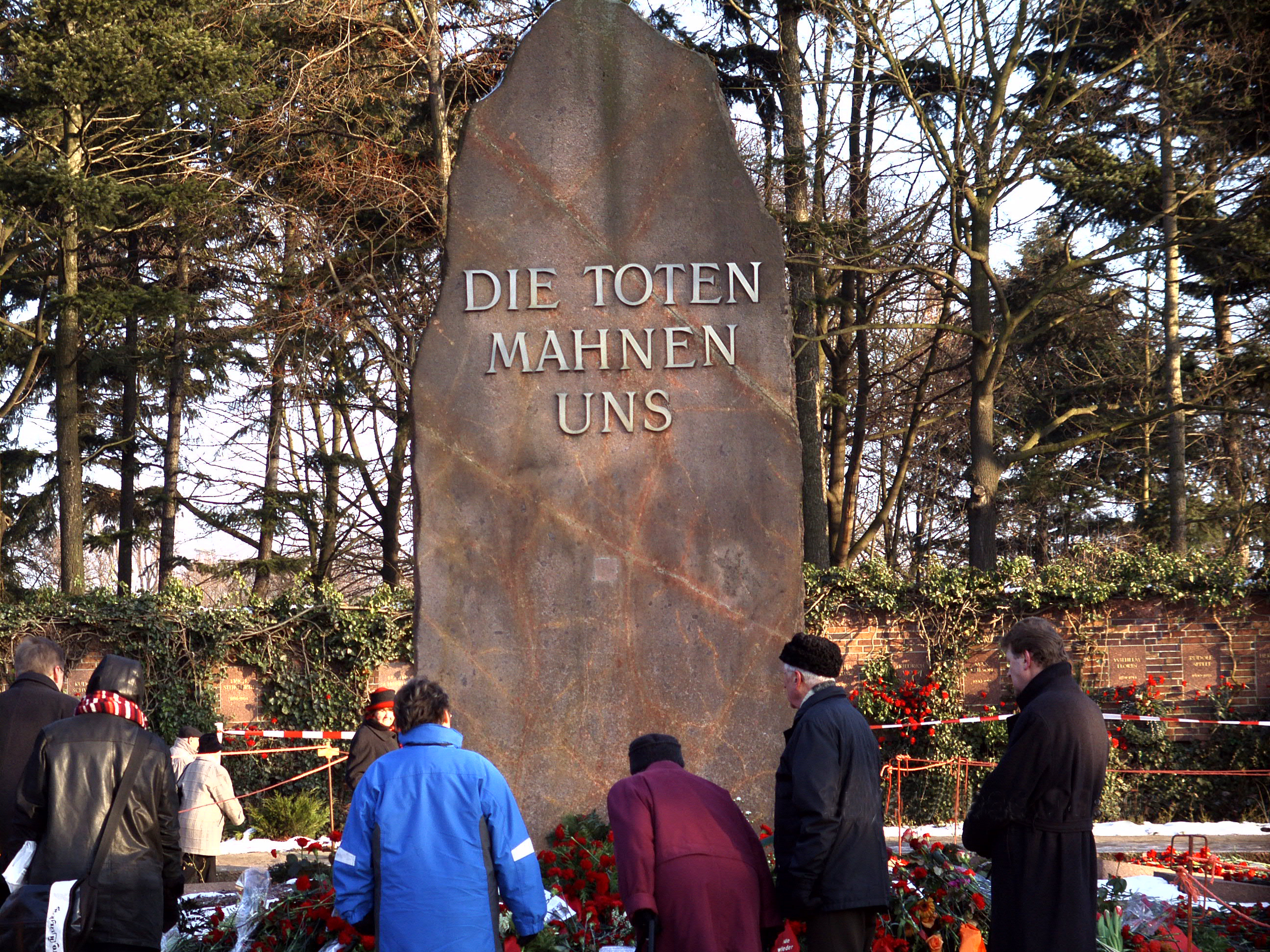
Gedenkstätte der Sozialisten, Berlin-Friedrichsfelde. Zielpunkt der Demonstration

Die Liebknecht-Luxemburg-Demonstration ist eine jährliche politische Demonstration zum Gedenken an die am 15. Januar 1919 ermordeten revolutionären Sozialisten Karl Liebknecht und Rosa Luxemburg. Sie findet jährlich um das Datum ihres Todestages, am zweiten Januarwochenende, in Berlin statt und verläuft in der Regel vom Frankfurter Tor bis zur Gedenkstätte der Sozialisten auf dem Zentralfriedhof Friedrichsfelde.
Dieses jährliche Gedenken wurde in der Weimarer Republik von 1919 bis 1933 praktiziert. Seit dem Tod von Wladimir Iljitsch Lenin (21. Januar 1924) bezog die KPD auch ihn in das Gedenken ein und nannte es Lenin-Liebknecht-Luxemburg-Demonstration (abgekürzt LLL-Demonstration).
Nach Verbot und Zerstörung der Gedenkstätte durch das NS-Regime wurde das Gedenken ab 1946 in der Sowjetischen Besatzungszone, ab 1949 in der DDR als zentrale staatliche Veranstaltung fortgesetzt und propagiert. Seit der Wiedervereinigung Deutschlands 1990 demonstrieren verschiedene Gruppen der politischen Linken an jenem traditionellen Gedenktag.

## Weimarer Republik

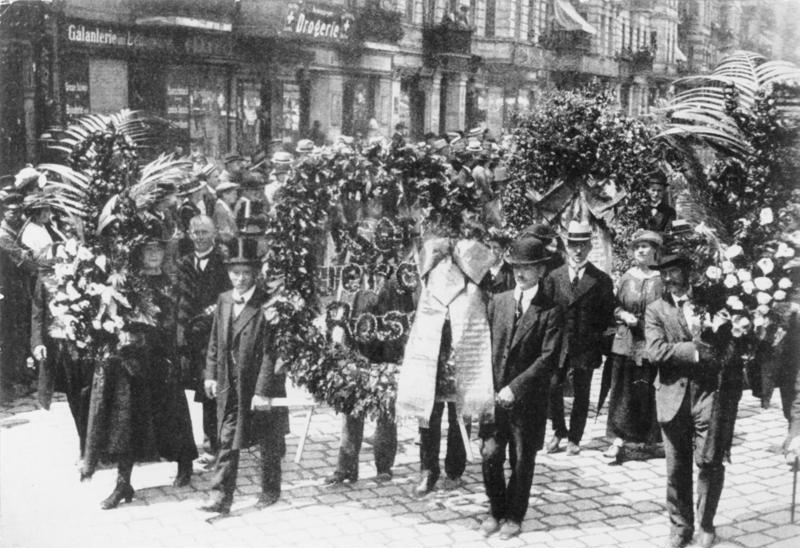
13. Juni 1919: Trauerzug zur Beisetzung von Rosa Luxemburg

Die Demonstration entwickelte sich in der Weimarer Republik aus Gedenkveranstaltungen für die Opfer des Spartakusaufstands (5. bis 12. Januar 1919). Der Berliner Magistrat verweigerte der KPD, diese Toten auf dem historischen Friedhof der Märzgefallenen in Berlin-Friedrichshain zu bestatten, und wies ihr stattdessen einen hinteren Bereich auf dem abgelegenen Friedhof Berlin-Friedrichsfelde zu. Dieser war für gewöhnliche Kriminelle vorgesehen und wurde „Verbrecherecke“ genannt. Die USPD und KPD organisierten dort eine gemeinsame Begräbnisfeier, durch die aus diesem Friedhofsbereich ein dauerhafter „Wallfahrtsort“ entstand. Am 25. Januar 1919 wurden 33 der Toten, darunter Karl Liebknecht, dort beerdigt. An dem Trauerzug nahmen über 100.000 Menschen teil. Für Rosa Luxemburg wurde neben Liebknechts Grab ein leerer Sarg beigesetzt, da ihre Leiche noch nicht aufgefunden worden war. Am 1. Juni 1919 wurde ihre Leiche im Berliner Landwehrkanal gefunden. Am 13. Juni wurde sie nachträglich in Friedrichsfelde beerdigt. Ein „gewaltiger Trauerzug“ von Friedrichshain aus bildete sich. Weil der Friedhof die Menge nicht aufnehmen konnte, wurde eine begrenzte Zahl Eintrittskarten für die Beisetzung ausgegeben.
Nach seinem Tod am 21. Januar 1924 bezog die KPD auch Lenin als Revolutionär und Begründer der Sowjetunion in diese Ehrung ein. Dabei stellte sie seinen Namen an die erste Stelle (Lenin-Liebknecht-Luxemburg-Demonstration), weil er für sie höhere Bedeutung hatte.

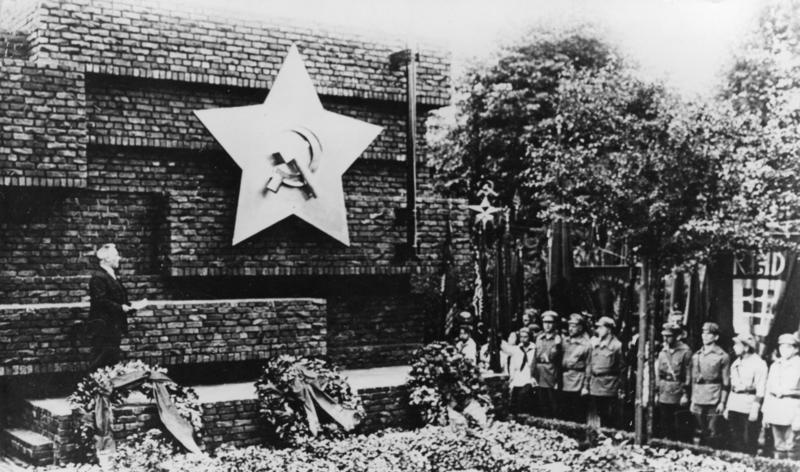
Einweihung des Revolutionsdenkmals nach dem Entwurf von Ludwig Mies van der Rohe durch Wilhelm Pieck (Juni 1926)

Seit 1926 veranstaltete die KPD Mitte Januar in Friedrichsfelde eine jährliche Lenin-Liebknecht-Luxemburg-Feier. Diese war zentraler Teil der von der KPD in Deutschland organisierten LLL-Wochen. Am 13. Juni 1926, dem Jahrestag der Beerdigung Rosa Luxemburgs, weihte die KPD das von Ludwig Mies van der Rohe geschaffene Revolutionsdenkmal für die ermordeten Sozialisten auf dem Friedhof Friedrichsfelde ein. Es bestand aus mit roten Ziegeln verkleideten Betonblöcken, trug den Sowjetstern mit Hammer und Sichel und die rote Fahne. Eingraviert waren das von Rosa Luxemburg übernommene Zitat Ferdinand Freiligraths über die Revolution „Ich war, ich bin, ich werde sein“ und der Satz „Den toten Helden der Revolution“.
Im Jahr 1930 verhaftete und misshandelte die Polizei viele Teilnehmer der vom Berliner Polizeipräsidenten Karl Zörgiebel verbotenen LLL-Feier. 1932 legte die KPD-Führung den Vorrang Lenins im Namen der Demonstration und in Rede-Formularen für KPD-Bezirke fest. Damit bestimmte und vereinnahmte sie das Gedenken an die getöteten Sozialisten parteipolitisch und ideologisch im Sinne des von Josef Stalin und der Komintern festgelegten Marxismus-Leninismus. Die KPD organisierte LLL-Demonstrationen auch in vielen anderen Städten Deutschlands und benutzte Originalzitate Liebknechts und Luxemburgs zur Agitation für die Sozialfaschismusthese, die sie damals von Stalin übernommen hatte. Die KPD-Zeitung Die Rote Fahne beschrieb die häufigen Auseinandersetzungen zwischen Demonstranten und Polizeikräften als Beleg für eine revolutionäre Stoßrichtung dieser Gedenkfeiern. Bei der vorläufig letzten Gedenkfeier am 17. Januar 1933 proklamierte sie einen „Angriff“ von sechs Millionen (bezogen auf das damalige Wählerpotential der KPD) mit den Waffen des Leninismus bewaffneten Kommunisten inmitten einer Welt des Krieges, der reaktionären Kräfte und des faschistischen Berlin. Das „rote Berlin“ habe seine Toten geehrt, indem es Provokateure der SA in die Flucht geschlagen habe.

## Zeit des Nationalsozialismus
Das seit 30. Januar 1933 herrschende NS-Regime nahm alle Teilnehmer der Demonstration vom 17. Januar 1933 fest und verhörte sie. Im Februar 1933 beschädigten Nationalsozialisten das Denkmal schwer. 1934 beschloss das NS-Regime, die Gedenkstätte in Friedrichsfelde vollständig zu zerstören. Im Januar 1935 wurde der Beschluss ausgeführt.
Kommunisten und Antifaschisten im In- und Ausland setzten das traditionelle Gedenken fort. Bertolt Brecht und Hanns Eisler nahmen am 17. Januar 1936 an einer von deutschen Emigranten organisierten LLL-Feier in New York City teil, für die Brecht die Kantate Ein Soldat weist nach, daß Lenin gestorben ist schrieb. Der tschechische Autor Julius Fučík veröffentlichte 1942 in der kommunistischen Zeitung Rudé právo im deutsch besetzten Prag einen Leitartikel zur LLL-Feier und wurde kurz darauf von den Nationalsozialisten verhaftet. Exilierte Kommunisten und Antifaschisten organisierten eine LLL-Feier am 17. Januar 1942 in Mexiko-Stadt. Inhaftierte Angehörige der verbotenen KPD organisierten 1943 im Arbeitslager Gyrenbad (Bad Urach) eine illegale LLL-Feier.

## SBZ und DDR

### Neubeginn ab 1946

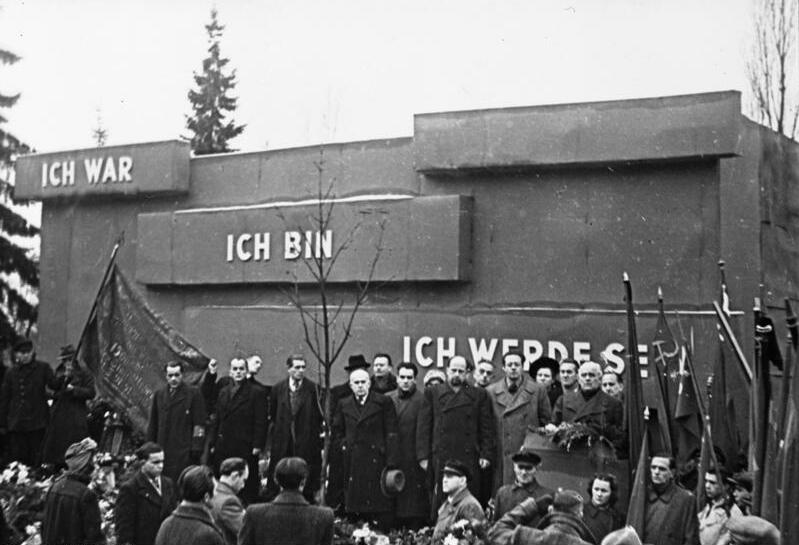
13. Januar 1946: Gedenkfeier mit einer Nachbildung des Revolutionsdenkmals in Berlin-Friedrichsfelde. Am Rednerpult rechts: Wilhelm Pieck

Seit dem 13. Januar 1946 fanden wieder jährliche Demonstrationen zu Ehren von Karl Liebknecht und Rosa Luxemburg statt. Die erste 1946 war Teil der damaligen Kampagne der KPD zur Zwangsvereinigung von SPD und KPD zur SED. Später wurden sie als gemeinsame „Gedächtniskundgebung der SPD und KPD für Karl Liebknecht und Rosa Luxemburg“ bezeichnet. Der KPD-Vorsitzende Wilhelm Pieck hielt die Gedenkrede vor einer provisorischen Nachbildung des früheren Denkmals.
Zudem organisierte die KPD in mehreren weiteren deutschen Städten „Lenin-Liebknecht-Luxemburg-Feiern“, darunter Leipzig (27. Januar; zusammen mit der SPD), Dresden (21. Januar, ebenfalls mit der SPD) und Dortmund. Damit knüpfte sie an die LLL-Feiern in der Weimarer Republik an.
Seit 1947 organisierte die Sozialistische Einheitspartei Deutschlands (SED) die jährliche Massendemonstration in Friedrichsfelde. 1951 weihte der Präsident der DDR Wilhelm Pieck das neue Denkmal am Eingang des Friedhofs ein. Die neue Gedenkstätte sollte die Vereinigung von KPD und SPD als historische Lehre aus dem Scheitern der Weimarer Republik darstellen und die politische Macht der SED symbolisieren.

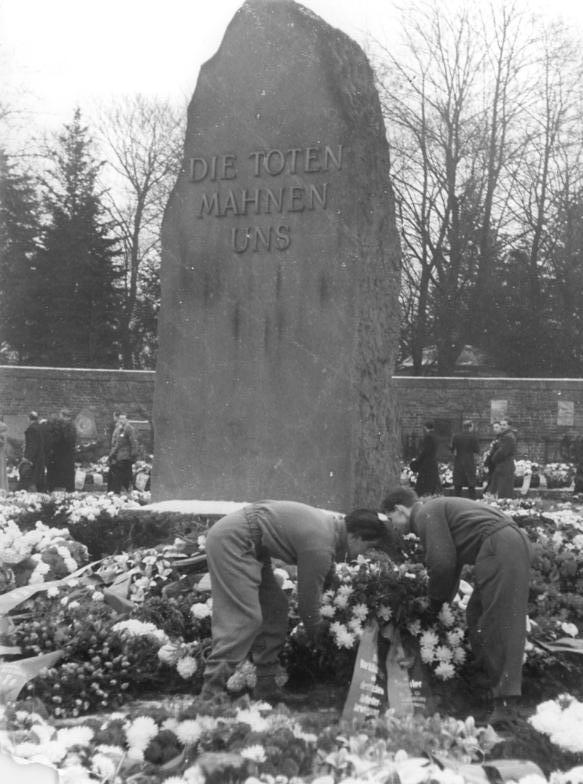
16. Januar 1955: Kranzniederlegung

Die Aufschrift „Die Toten mahnen uns“ auf dem Gedenkstein forderte Disziplinierung, um die SED-Ziele durchzusetzen. Sie wurde von Jahr zu Jahr mit wechselnden politischen Forderungen verknüpft. So richtete die SED die Mahnung der Toten 1952 gegen die Wiederbewaffnung der Bundesrepublik, 1961 gegen Konrad Adenauer, Franz Josef Strauß, Fritz Erler und Willy Brandt, 1971 für den Bund mit der KPdSU. Dazu gab sie entsprechende Parolen aus.

### Ablauf

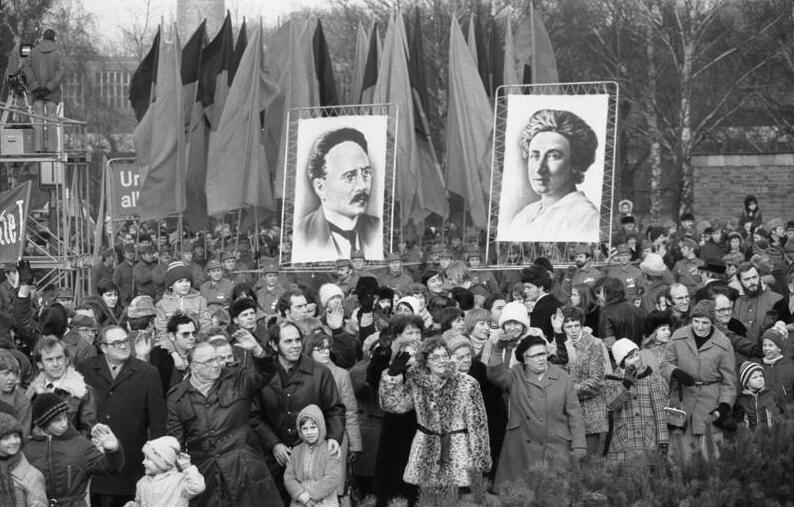
15. Januar 1978

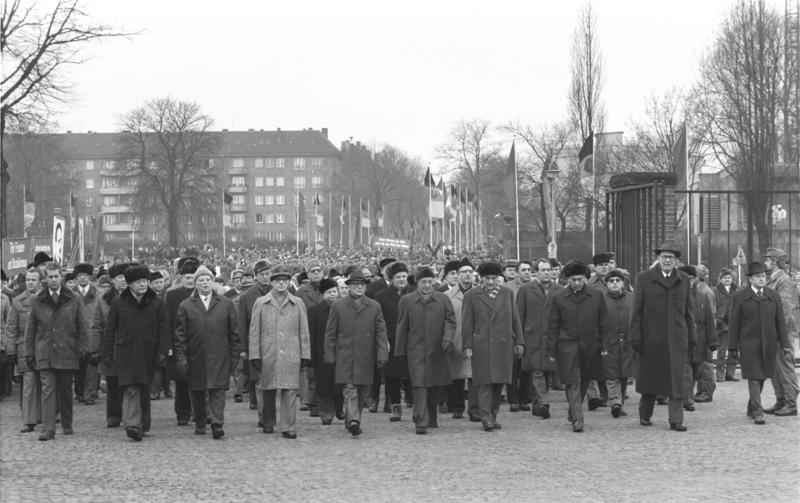
15. Januar 1978: Partei- und Staatsführung der DDR. Von links: Harry Tisch, Kurt Hager, Willi Stoph, Erich Honecker, Horst Sindermann, Paul Verner, Konrad Naumann, Alfred Neumann

Seit 1955 nannte die SED die Gedenkfeier „Kampfdemonstration der Berliner Werktätigen zum Gedenken an Karl Liebknecht und Rosa Luxemburg“. Seit 1955 nahmen auch paramilitärische „Kampfgruppen der Arbeiterklasse“ daran teil. Ihre Parade bildete fortan den Abschluss und Höhepunkt der jährlichen Gedenkfeiern. Dabei knüpfte die DDR-Führung an die Tradition des Roten Frontkämpferbundes in der Weimarer Republik an. Indem sie das Gedenken an Liebknecht und Luxemburg als „heroisch konnotierten Totenkult“ inszenierte, erinnerte und verpflichtete sie die Arbeitermilizen, die Gesellschaftsordnung der DDR unter Einsatz ihres Lebens zu schützen.
Die Demonstration fand zunächst zwischen dem Bahnhof Berlin Frankfurter Allee und der Gedenkstätte Friedrichsfelde statt, später begann sie bereits am U-Bahnhof Frankfurter Tor. An der Spitze des Zuges ging das gesamte Politbüro der SED mit dem Generalsekretär. Am Ziel nahm die Staats- und Parteispitze die Plätze auf einer Ehrentribüne ein, an der dann über hunderttausend Menschen aus Berliner Betrieben vorbeiliefen. Die meisten Zuschauer waren Abordnungen von Berliner Betrieben, Schulen und weiteren Organisationen. Die Standorte der einzelnen Betriebsgruppen wurden vorher festgelegt. Zu den Aufmärschen gehörte bis etwa 1980 die Mitführung außerordentlich großer Fotografien der Mitglieder der Parteispitze. Danach wurde nur noch das Bild von Partei- und Staatschef Erich Honecker mitgeführt. Durch ihre minutiöse behördliche Organisation und die verordnete, weitgehend unfreiwillige Teilnahme wurde die Demonstration immer mehr zur ästhetischen Hülle, die bei den Beteiligten keine echte Begeisterung erzeugte.

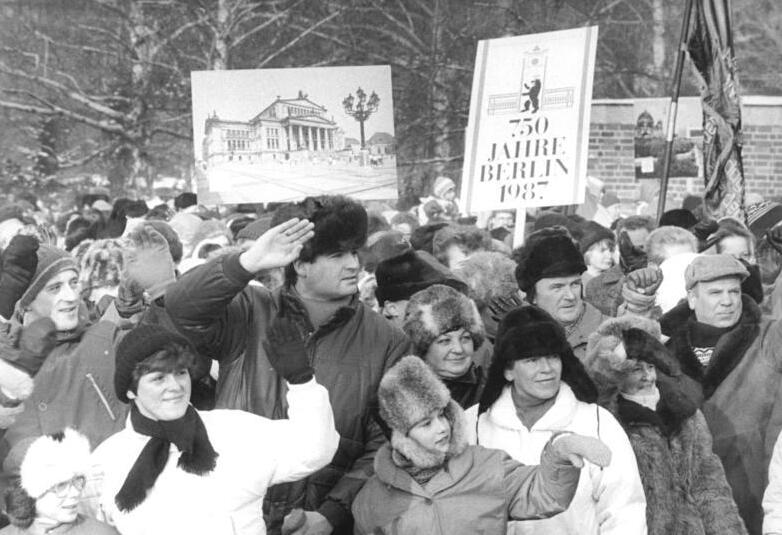
Demonstranten an der Ehrentribüne der Parteiführung (rechts, nicht im Bild), 1987

Die Teilnehmerzahlen legte der ZK-Sekretär für Agitation Joachim Herrmann nachträglich fest, etwa indem er anwesende Journalisten um eine korrekte Schätzung bat und diese Zahl willkürlich erhöhte:

„Herrmann sah auf die Uhr und schätzte Pi mal Daumen: „Dreieinhalb Stunden, na gut, sagen wir 180.000, ach was, 200.000, weil die Sonne so schön scheint.“ So stand es dann in allen Zeitungen. Weniger als im Jahr zuvor durften es auf keinen Fall sein.“

### Proteste
Am 16. Januar 1977 zeigten drei Ostberliner bei der staatlichen Demonstration erstmals ein Plakat mit dem Zitat Freiheit ist immer Freiheit der Andersdenkenden von Rosa Luxemburg. Sie wurden dafür zu Haftstrafen zwischen 12 und 18 Monaten verurteilt.

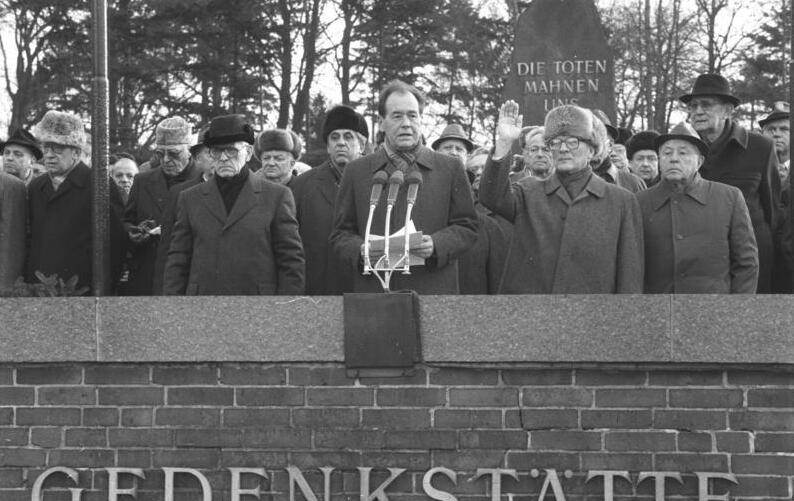
15. Januar 1989: ZK der SED auf der Ehrentribüne. Von links: Willi Stoph, Egon Krenz, Joachim Herrmann (Redner), Erich Honecker, Erich Mielke

Seit den 1980er Jahren entstanden in der DDR verschiedene Oppositionsgruppen, die das Land verändern wollten, darunter die Umwelt-Bibliothek und die Initiative Frieden und Menschenrechte in Ost-Berlin. Im September 1987 gründete sich zudem eine Arbeitsgruppe Staatsbürgerschaftsrecht der DDR, in der sich ausreisewillige DDR-Bürger trafen, um auch mit spektakulären Aktionen ihre baldige Ausreise zu erreichen. Der Liedermacher Stephan Krawczyk warb seit November 1987 bei verschiedenen Oppositionsgruppen dafür, bei der bevorstehenden LLL-Demonstration im Januar 1988 das bekannte Luxemburgzitat auf eigenen Plakaten oder Spruchbändern zu zeigen und mehr Demokratie in der DDR zu fordern. Seine Idee wurde zunächst begrüßt.
Am 9. Januar 1988 besprachen etwa 150 Menschen, vor allem Mitglieder der Arbeitsgruppe Staatsbürgerschaft der DDR
in der Umwelt-Bibliothek den Ablauf. Sie planten, als eigener Block an der offiziellen Demonstration teilzunehmen und dabei die eigenen Plakate zu zeigen. Dazu wollten sie sich um 9:00 Uhr am damaligen „Haus für Sport und Freizeit“ am Frankfurter Tor treffen. Viele Oppositionelle lehnten eine Beteiligung aber ab, da sie ihre Anliegen nicht mehr ausreichend vertreten sahen. Sie befürchteten, die starke Präsenz der Ausreisewilligen würde die Aktion als bloßes Mittel zum Durchsetzen der Ausreisen aussehen lassen und so diskreditieren. Nur Wolfgang Templin, Vera Wollenberger und einige weitere Bürgerrechtler der DDR wollten sich trotzdem beteiligen.
Das Ministerium für Staatssicherheit (MfS) wollte Proteste bei der Demonstration unter allen Umständen verhindern. Dazu plante es seit Dezember 1987 Strafprozesse gegen einzelne bekannte Bürgerrechtler, darunter Bärbel Bohley, Ralf Hirsch, Ulrike Poppe und Wolfgang Templin, und die „Operation Störenfried“. Deren Koordinator, der Generaloberst Rudi Mittig, ließ 118 teilnahmewillige Personen seit dem 13. Januar zu „vorbeugenden Gesprächen“ vorladen, wo das MfS sie eindringlich vor der Teilnahme warnte. 19 Personen erlaubte die DDR kurzfristig die Ausreise, die 17 davon auch wahrnahmen.
Am Frankfurter Tor und an der Frankfurter Allee stellte das MfS bis zum Morgen des 15. Januar 350 MfS-Angehörige, 70 Volkspolizisten und 300 weitere „gesellschaftliche Kräfte“ bereit. Sie nahmen 35 Personen schon auf dem Weg zur Demonstration fest, weitere 25 an der Liebigstraße. Wolfgang Templin verließ seine Wohnung erst gar nicht, da MfS-Mitarbeiter ihn sofort festgenommen hätten. Ein Kamerateam der ARD wurde gegen 8:30 Uhr am Frankfurter Tor von MfS-Mitarbeitern umzingelt, ebenso später ein Team des ZDF. Ein Reporter konnte mit einem versteckten Gerät etwa 30 Minuten lang Tonaufnahmen der Festnahmen machen, ehe er entdeckt und des Ortes verwiesen wurde.
Als einige Demonstranten vor dem Sportkaufhaus gegen 9:00 Uhr ihre Plakate hochhielten, rissen MfS-Leute diese nach Augenzeugenberichten sofort herunter, verdeckten sie mit großen roten Fahnen, behinderten die westdeutschen Kamerateams und nahmen Beteiligte ebenso wie umstehende Unbeteiligte fest. Man brachte sie zunächst in eine Sammelzelle in Rummelsburg, später ins Stasi-Gefängnis Hohenschönhausen. Auf den vom MfS beschlagnahmten Plakaten standen Zitate Rosa Luxemburgs und der DDR-Verfassungsartikel 27 zum Recht auf freie Meinungsäußerung. Auch auf Wandparolen stand „Freiheit für Andersdenkende“, „Freie Wahlen“, „Luxemburg im DDR-Gefängnis“-.
Insgesamt nahm das MfS laut seinen Akten an jenem Tag 105 Personen fest, darunter Stephan Krawczyk, Vera Wollenberger, Frank-Herbert Mißlitz, Till Böttcher, Andreas Kalk und Bert Schlegel. Gegen 66 davon, darunter 41 Ausreisewillige, wurde wegen „Zusammenrottung“ ermittelt. 37 Personen wurden wegen geringfügiger Beteiligung verwarnt und wieder freigelassen. Die übrigen wurden in das Untersuchungsgefängnis der Stasi in Berlin-Lichtenberg überführt.
Darauf folgten viele Proteste in der DDR, darunter Fürbittgottesdienste, Informationen und Mahnwachen in mehreren Ost-Berliner Kirchen. Der evangelische Bischof Gottfried Forck setzte sich persönlich für die Inhaftierten ein und erreichte einige Freilassungen. Am 22. Januar 1988 forderte Freya Klier im westdeutschen Fernsehen die Freilassung ihres Mannes Stephan Krawczyk, nicht anderer Inhaftierter (was andere Bürgerrechtler kritisierten), und rief westdeutsche Künstler auf, bis dahin nicht mehr in der DDR aufzutreten. Drei Tage später verhafteten deren Behörden sie und Bärbel Bohley, Wolfgang und Lotte Templin, Ralf Hirsch und Werner Fischer. Ihnen wurde „landesverräterische Verbindungsaufnahme“ vorgeworfen, vor allem wegen ihrer Kontakte zu westlichen Medien und zu Roland Jahn in West-Berlin.
Dies verstärkte die Proteste in der DDR in Großstädten und vielen kleineren Orten. Zu Fürbittgottesdiensten in Berlin kamen nun bis zu 3000, zu denen im Magdeburger Dom zuletzt bis zu 2000 Besucher. Der von der Stasi verhörte Domprediger Giselher Quast nannte den Friedensarbeitskreis der Martinsgemeinde, den Dom-Ökokreis und den Quäker-Andachtskreis Magdeburg als Organisatoren der Fürbitten. Auch die Fürbitten der Domgemeinde jeden Donnerstag besuchten mehrheitlich Protestierende und erkämpften sich gegen Zensur und Verbote der Landeskirchenleitung, der Domgemeinde, der Ost-CDU, der SED und von Stasi-IMs einen Freiraum für eigene, staats- und kirchenkritische Fürbitten. Dafür und für die Mahnwachen warben Plakate und Widerstandszeichen am Barlach-Denkmal. Obwohl der Domküster diese regelmäßig und rasch entfernte und die Stasi die Protestwerbung am 23./24. Januar mit großem Aufgebot zu verhindern versuchte, ließ sich die Protestgruppe nicht einschüchtern. Am gleichen Wochenende verhaftete die Stasi in Potsdam 20 Mahnwachenteilnehmer und holte sie gewaltsam aus einer Kirche. Erst die Ausbürgerung der Bürgerrechtler stoppte den Zulauf zu den Protesten. Danach zensierte das Konsistorium der Landeskirche auch das neue Magdeburger alternative Kirchenblatt „Ausblick“. Doch an Häuserwänden, Bushaltestellen und anderen öffentlichen Orten waren Parolen wie Freiheit für Stephan und Freya und Ich bin Krawczyk zu lesen. Zudem erschienen viele Flugblätter. Auch in vielen westlichen und östlichen Ländern gab es zahlreiche Proteste gegen die Verhaftungen.
Am 25. Januar 1988 wurden fünf Ausreisewillige zu Haftstrafen bis zu über einem Jahr verurteilt. Die meisten inhaftierten Ausreisewilligen durften jedoch aus der DDR ausreisen. Am 28. Januar wurde Vera Wollenberger zu einem halben Jahr Haft verurteilt, am 1. Februar die drei Mitarbeiter der Umwelt-Bibliothek Till Böttcher, Andreas Kalk und Bert Schlegel. Die verbliebenen Inhaftierten weigerten sich, einer Ausreise in die Bundesrepublik zuzustimmen, da sie in der DDR weiter für Veränderungen eintreten wollten. Die Rechtsanwälte Wolfgang Schnur, Lothar de Maizière und Gregor Gysi drängten ihre Mandanten mit Hinweis auf drohende mehrjährige Haftstrafen, der Ausreise zuzustimmen. Dabei verschwiegen sie die breite Protestbewegung in der DDR. Am 1. Februar 1988 unterschrieben Stephan Krawczyk und Freya Klier ihren Ausreiseantrag. Am 2. Februar wurden sie und Bert Schlegel in den Westen abgeschoben. Dort erklärten Krawczyk und Klier, dass sie gegen ihren Willen ausreisen mussten und ihr Rechtsanwalt Wolfgang Schnur (ein später enttarnter Stasi-IM) sie getäuscht habe. In den nächsten Tagen stimmten auch die übrigen inhaftierten Bürgerrechtler notgedrungen ihrer Ausreise zu; einige konnten diese befristen. Insgesamt schob die DDR damals 25 Bürgerrechtler gegen ihren Willen in den Westen ab.
In vielen Orten der DDR wurde danach gegen protestierende DDR-Bürger ermittelt. Zwischen dem 1. Februar und dem 20. März 1988 wurden 120 Personen verurteilt, davon etwa 60 zu Haftstrafen. Am 24. Februar erklärte MfS-Minister Erich Mielke, die Operation gegen die Proteste sei erfolgreich abgeschlossen. In den folgenden Monaten wurden mehrere hundert weitere, weniger bekannte DDR-Bürger verurteilt, einige auch abgeschoben. Die Unzufriedenheit und die Proteste in Teilen der DDR-Bevölkerung blieben aber erhalten. Besonders die Ausreisewilligen machten mit weiteren Aktionen auf sich aufmerksam.
Zum 15. Januar 1989 riefen Bürgerrechtsgruppen in Leipzig wie die Arbeitsgruppe Menschenrechte und der Arbeitskreis Gerechtigkeit, die sich „Initiative zur demokratischen Erneuerung unserer Gesellschaft“ nannten, zu einer Demonstration gegen die staatlichen Gedenkfeiern auf: „Der Tag der Ermordung von Rosa Luxemburg und Karl Liebknecht soll uns Anlaß sein, weiter für eine Demokratisierung unseres sozialistischen Staates einzutreten.“ Trotz einiger Verhaftungen im Vorfeld konnten sie rund 5000 Stück des Aufrufs verteilen. Ab dem 13. Januar 1989 gab es Proteste in der DDR gegen die Verhaftungen, über die westliche Medien dann berichteten. Etwa 500 bis 800 Personen beeiligten sich an der illegalen Gegendemonstration am 15. Januar 1989; 53 davon, darunter der Redner Fred Kowasch, wurden festgenommen. Mehrere westliche Politiker verwiesen bei der Wiener Konferenz über Sicherheit und Zusammenarbeit in Europa vom selben Tag darauf, dass die Verhaftungen gegen die Verpflichtung der DDR auf die Menschen- und Bürgerrechte verstießen. Nach internationalen Protesten ließ Erich Honecker die Ermittlungsverfahren gegen die Inhaftierten am 24. Januar 1989 einstellen. Das Leipziger Samisdatblatt „Die Mücke“ dokumentierte die gelungene Aktion im März 1989.
Der Gesamtvorgang gilt als erfolgreiche „Generalprobe“ zur Revolution in der DDR vom Herbst 1989. Damit eigneten sich erneut SED-Gegner den offiziellen Gedenktag im staatskritischen Sinne an und förderten so den „Zusammenbruch der legitimatorischen Geschichtskonstruktion“ der SED, deren Erosion damals weit fortgeschritten war.

### Demonstrationen 1990
Für den 14. Januar 1990 rief die aus der SED entstandene PDS erneut zu einer Demonstration nach Friedrichsfelde auf, um diese als Ausweis ihres Bruchs mit der eigenen SED-Vergangenheit zu nutzen. Dazu wählte sie das Luxemburg-Zitat „Freiheit ist immer Freiheit der Andersdenkenden“ als Motto. So präsentierte sie Rosa Luxemburg nun als Prophetin des demokratischen Sozialismus, den die SED immer als historische Illusion verurteilt hatte, und somit erneut als Ahnherrin des eigenen Parteiprogramms. Dagegen protestierte der Bürgerrechtler und ehemalige SED-Angehörige Wolfgang Templin mit der Plakataufschrift „Hände weg von Luxemburg. Ihr bleibt die Erben Stalins“ auf der Demonstration. Die Angaben zu den Teilnehmerzahlen reichen von „einigen zehntausend“ über 100.000 bis zu mehreren 100.000 Personen.
Die Sozialdemokratische Partei in der DDR demonstrierte am selben Tag vom Alexanderplatz, wo Bärbel Bohley als Hauptrednerin an die Unterdrückung der Proteste von 1988 durch die SED erinnerte, zum Friedhof der Märzgefallenen.

## Bundesrepublik Deutschland
Seit der Wiedervereinigung Deutschlands im Oktober 1990 wurde die Demonstration zu einem festen Treff- und Sammelpunkt verschiedener linksgerichteter Gruppen und Parteien. Sie wird von einem Bündnis organisiert. Die Partei Die Linke ruft wie ihre Vorgängerpartei PDS zum „Stillen Gedenken“ auf. Dabei legen viele Privatpersonen am Gedenkstein der Sozialisten rote Nelken und Kränze nieder.
Im Januar 1991 protestierten einige zehntausend Demonstrationsteilnehmer unter dem Motto „Kein Blut für Öl!“ gegen den damaligen Golfkrieg. In den Folgejahren erreichte die Demonstration ähnliche Teilnehmerzahlen wie in der früheren DDR. Ihre „nahezu bruchlose Kontinuität“ erklärt Barbara Könczöl nicht nur mit „DDR-Nostalgie“, sondern auch mit der „subversiven Symbolkraft“ des Denkens von Rosa Luxemburg, die wegen ihrer Leninkritik bleibende Popularität und Attraktivität erhalten habe. Das 1988 von den Bürgerrechtlern verwendete Luxemburg-Zitat von der „Freiheit der Andersdenkenden“ habe vielen ehemaligen DDR-Bürgern ermöglicht, das Gedenken nicht nur mit Akklamation der SED-Herrschaft, sondern auch Infragestellung dieser Herrschaft zu verbinden. So hätten sie ihre Identität als DDR-Bürger und Unabhängigkeit vom verordneten Gedenkritual der SED bewahren und den Gedenktag weiterhin mit nonkonformem Verhalten verknüpfen können. Ab 1990 hätten die PDS und ihre Anhänger die Rolle der Gegendemonstranten von 1988 übernommen: Sie präsentierten sich nun als die „Andersdenkenden“, die sich so ihrer besonderen Identität im Alltag der Bundesrepublik vergewisserten. Zwar hielten sich die ehemaligen Bürgerrechtler seither von der Demonstration fern; diese habe aber eher als andere frühere DDR-Feiertage das Potential, verschiedene deutsche Erinnerungen und Identitäten bleibend miteinander zu verbinden.
Am 12. Januar 1992 zogen mehrere tausend Personen quer durch Berlin nach Friedrichsfelde. Der Protestzug richtete sich auch gegen den vollzogenen Abriss des Lenindenkmals in Berlin-Friedrichshain.
Seit 1996 veranstaltet die Zeitung Junge Welt jährlich am zweiten Januarwochenende eine Rosa-Luxemburg-Konferenz zur Aktualität ihres Werkes und zu sozialistischen Perspektiven. Nach Angaben der Veranstalter besuchen viele Teilnehmer danach auch die Demonstration. Am 15. Januar 1996 nahmen nach ihren Angaben bis zu 80.000 Personen daran teil. Dabei stürmte die Polizei das Gelände vor dem Friedhof und nahm 14 Autonome fest, die die als terroristische Vereinigung geltende Arbeiterpartei Kurdistans (PKK) mit Parolen unterstützt haben sollten. Dabei kam es zu Verletzungen.
2000 wurde die damals auf den 9. Januar angesetzte Demonstration wegen einer anonymen Drohung, die Teilnehmer mit einer Maschinenpistole zu beschießen und Handgranaten auf sie zu werfen, kurzfristig von den Berliner Behörden verboten. Ein Teil der Veranstalter, darunter Antifagruppen und die Vereinigung der Verfolgten des Naziregimes – Bund der Antifaschistinnen und Antifaschisten (VVN-BdA), demonstrierte daraufhin ohne Genehmigung am 9. Januar gegen das Demonstrationsverbot. Dabei kam es zu Zusammenstößen mit der Polizei. Auch das „Stille Gedenken“ war wegen der Drohung verboten worden. Trotzdem nahmen viele Menschen daran teil. In der PDS wurde die Entscheidung, das „stille Gedenken“ abzusagen, kontrovers diskutiert. Die meisten Veranstalter verlegten die Demonstration auf den 15. Januar; deren Verlauf blieb weitgehend ohne Zwischenfälle.
2003 stand die Demonstration im Zeichen des bevorstehenden Irakkrieges. Unter den 10.000 bis 12.000 Teilnehmern waren viele Angehörige der Friedensbewegung. Mit dem „stillen Gedenken“ erreichte die Ehrung Luxemburgs und Liebknechts 80.000 bis 100.000 Teilnehmer. In den Folgejahren nahm sie wieder ab, bewegte sich aber konstant bei einigen Zehntausend. Thema der überwiegend gewaltfrei verlaufenden Proteste waren zuletzt vor allem die Hartz IV-Gesetze.
Am 11. Dezember 2006 weihte der Förderverein „Erinnerungsstätte der deutschen Arbeiterbewegung“ einen Gedenkstein mit der Aufschrift „Den Opfern des Stalinismus“ neben der Gedenkstätte der Sozialisten in Friedrichsfelde ein. Dagegen protestierten einige Teilnehmergruppen der Demonstration, darunter die Kommunistische Plattform. Die Berliner PDS hatte die Aufstellung unterstützt. Die Führung der Linkspartei besucht bei ihrem „Stillen Gedenken“ regelmäßig auch diesen Gedenkstein.

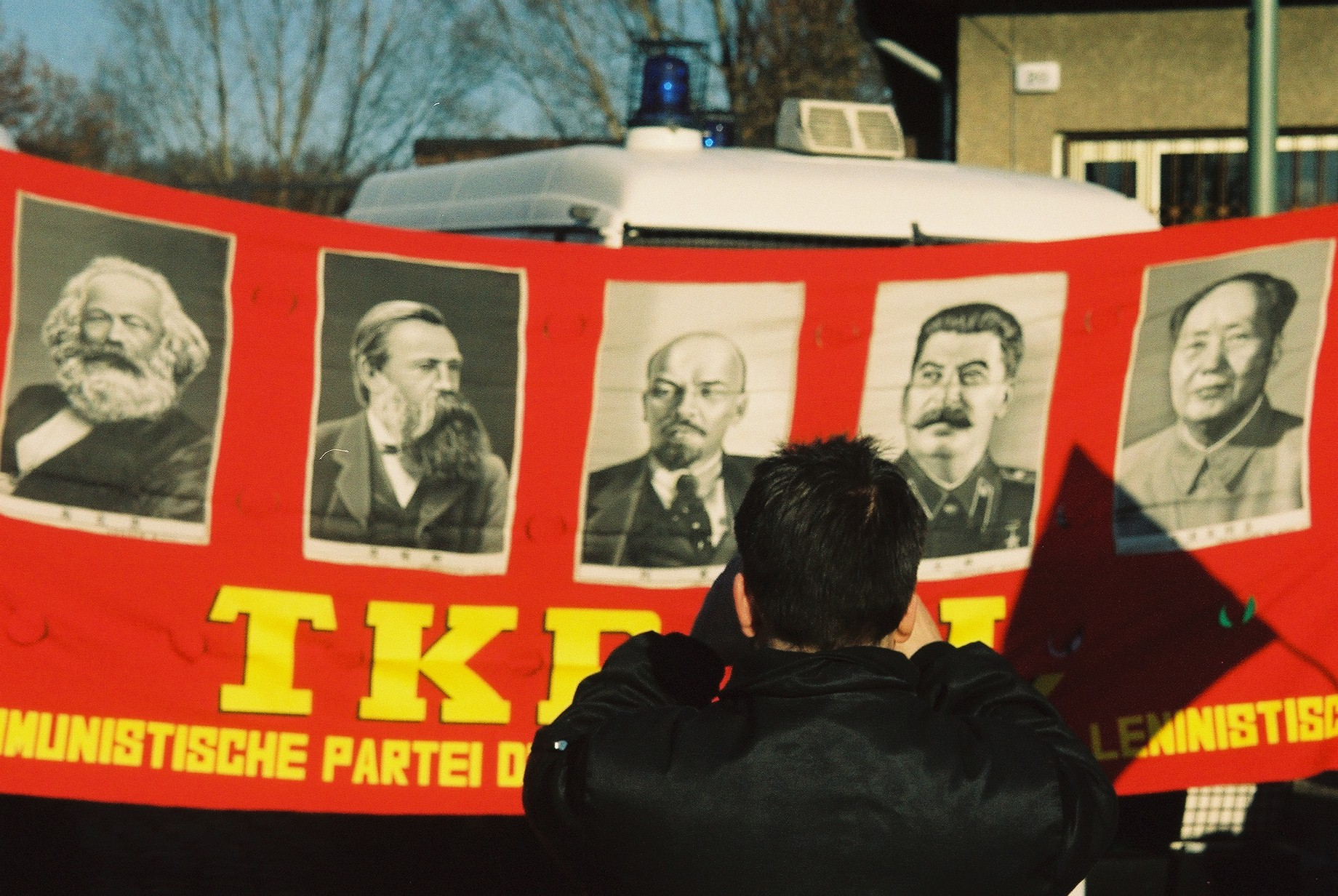
Marx, Engels, Lenin, Stalin, Mao auf einem Plakat von Demonstrationsteilnehmern.
Berlin, 13. Januar 2008.

2008 beschrieb das Bundesamt für Verfassungsschutz Traditionshintergrund und Entwicklung der Demonstration, der er einen „hohen Symbolwert für den deutschen Linksextremismus in seinen unterschiedlichen Schattierungen“ zusprach. Einerseits habe die Teilnehmerzahl seit 2000 abgenommen, andererseits prägten zunehmend Gruppen, die Rosa Luxemburgs Leninkritik ausklammerten und „sich einer kritischen Debatte über den Stalinismus (und dem ihm zugrunde liegenden Marxismus-Leninismus) weiterhin verweigern,“ das Erscheinungsbild. Aufgrund der beobachteten Unterschiede und Konflikte zwischen den Teilnehmergruppen schloss der Verfassungsschutz einen Wandel ihrer Positionen nicht aus.
Einige Teilnehmer führten Plakate mit Abbildungen von Josef Stalin und Mao Zedong mit. Das Organisationsbündnis lehnte solche Plakate ab, schloss aber die, die sie mitführten, nicht von der Demonstration aus. Deshalb organisierten die Falken, Teile der Linksjugend 'solid, der Naturfreundejugend Berlin, der Jusos und der DGB-Jugend 2013 eine alternative Demonstration. Sie führte vom Olof-Palme-Platz (dem Standort des ehemaligen Eden-Hotel, wo die Ermordung von Rosa Luxemburg und Karl Liebknecht geplant wurde) bis zu ihren Denkmälern im Tiergarten. Die Spaltung in zwei Demonstrationen führte bei beiden Organisatorengruppen zu einer verstärkten Auseinandersetzung mit den Ideen von Karl Liebknecht und Rosa Luxemburg und Angeboten dazu.

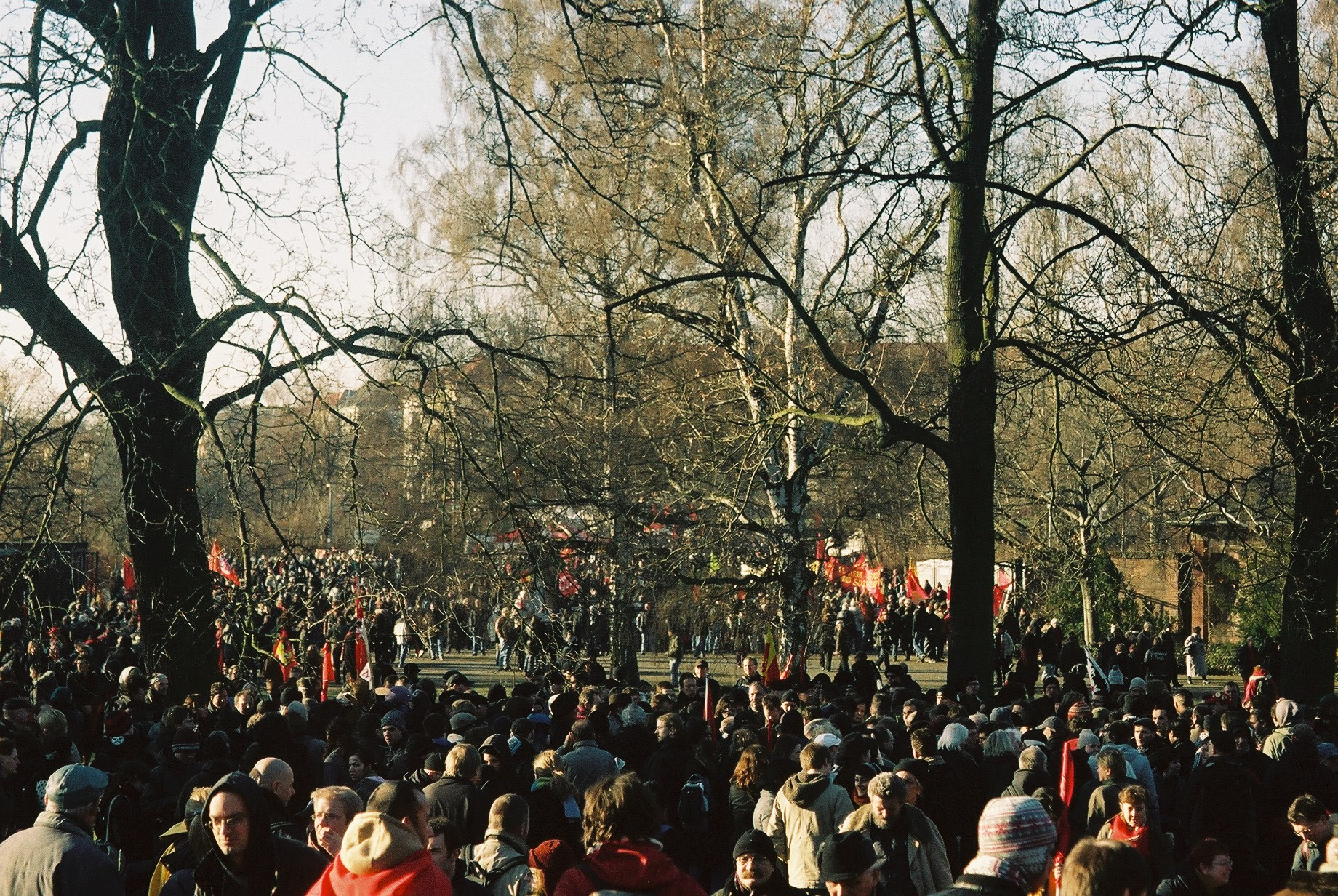
Auf dem Zentralfriedhof Friedrichsfelde am 13. Januar 2008
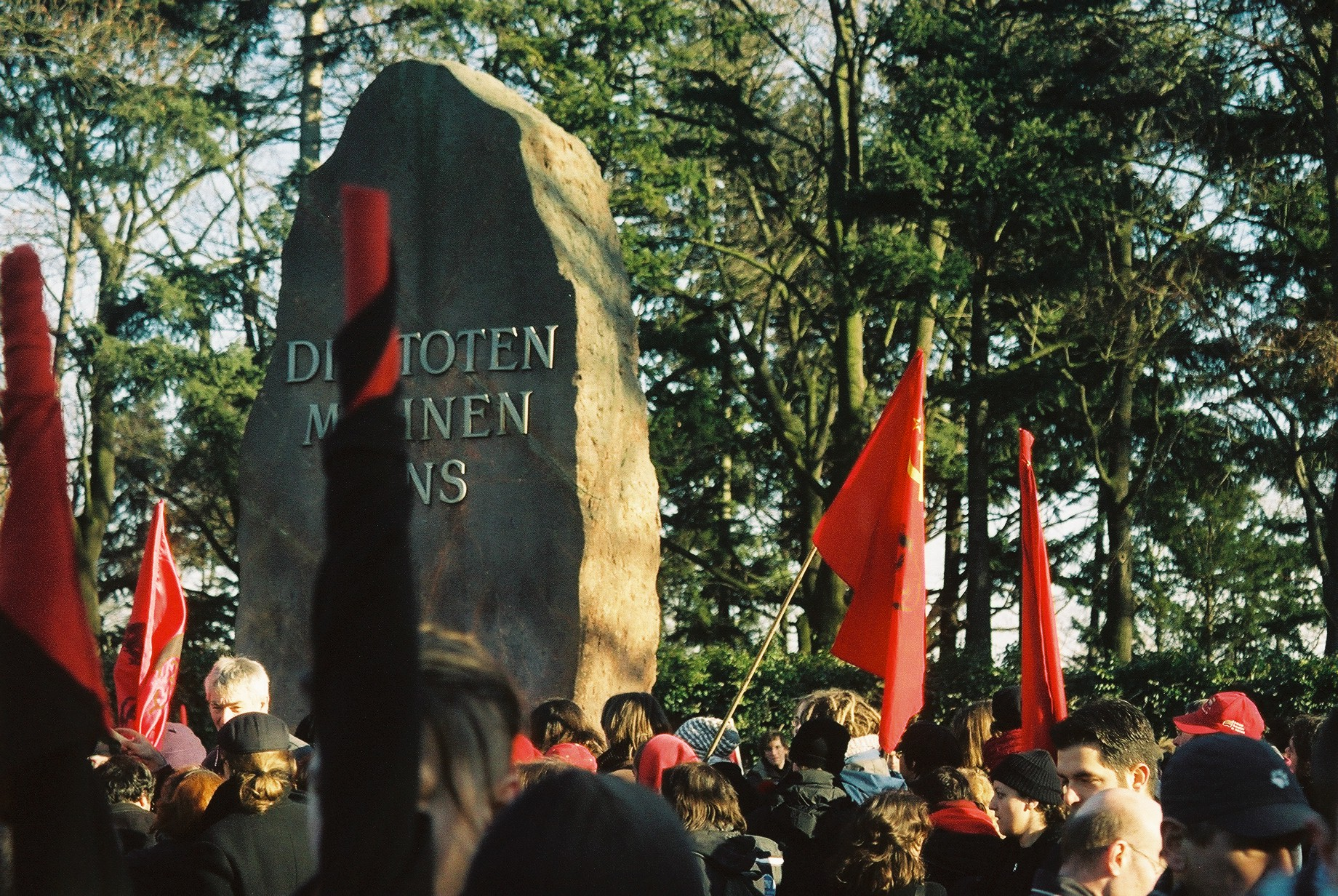
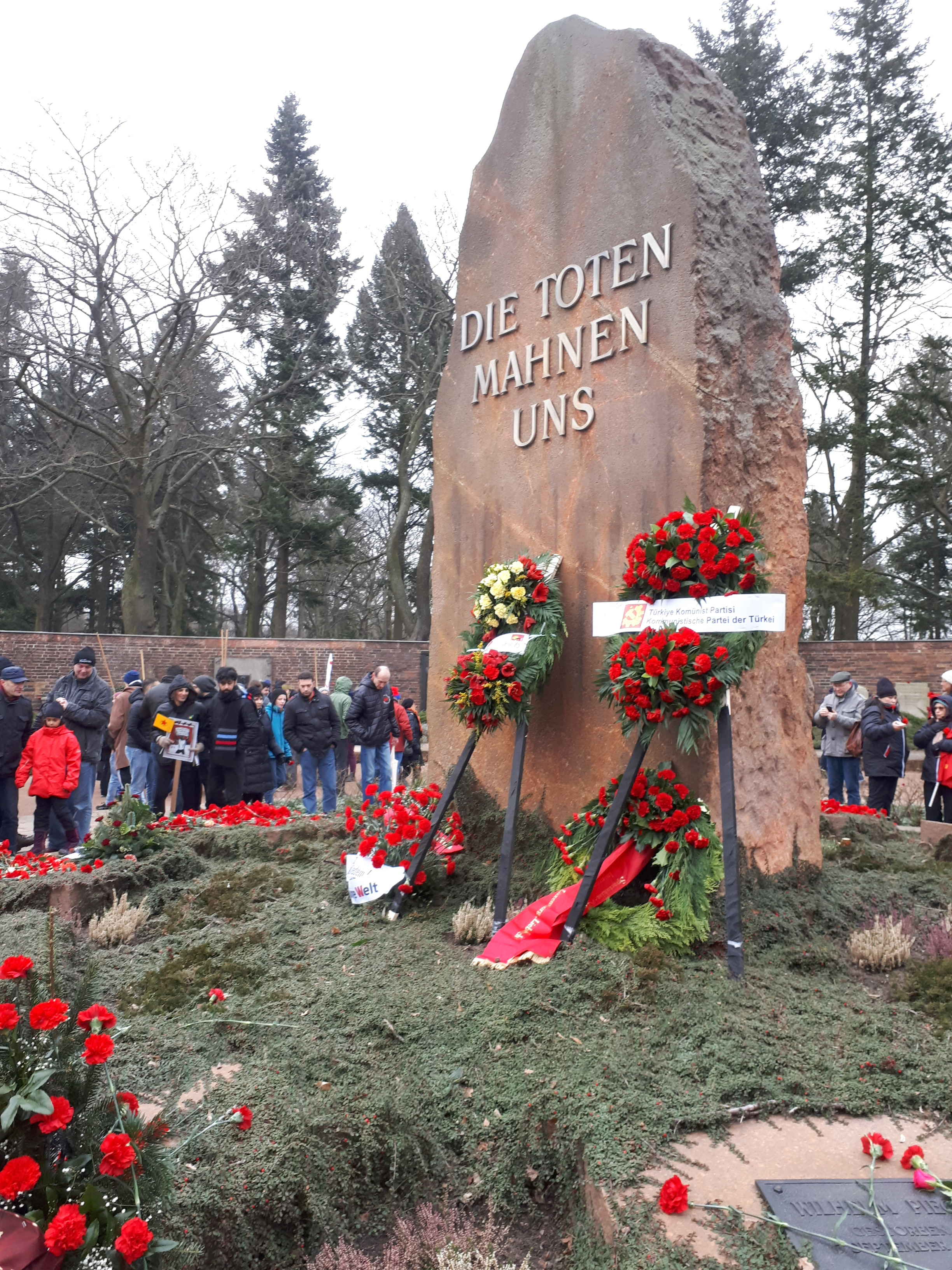
Demonstration am 14. Januar 2018
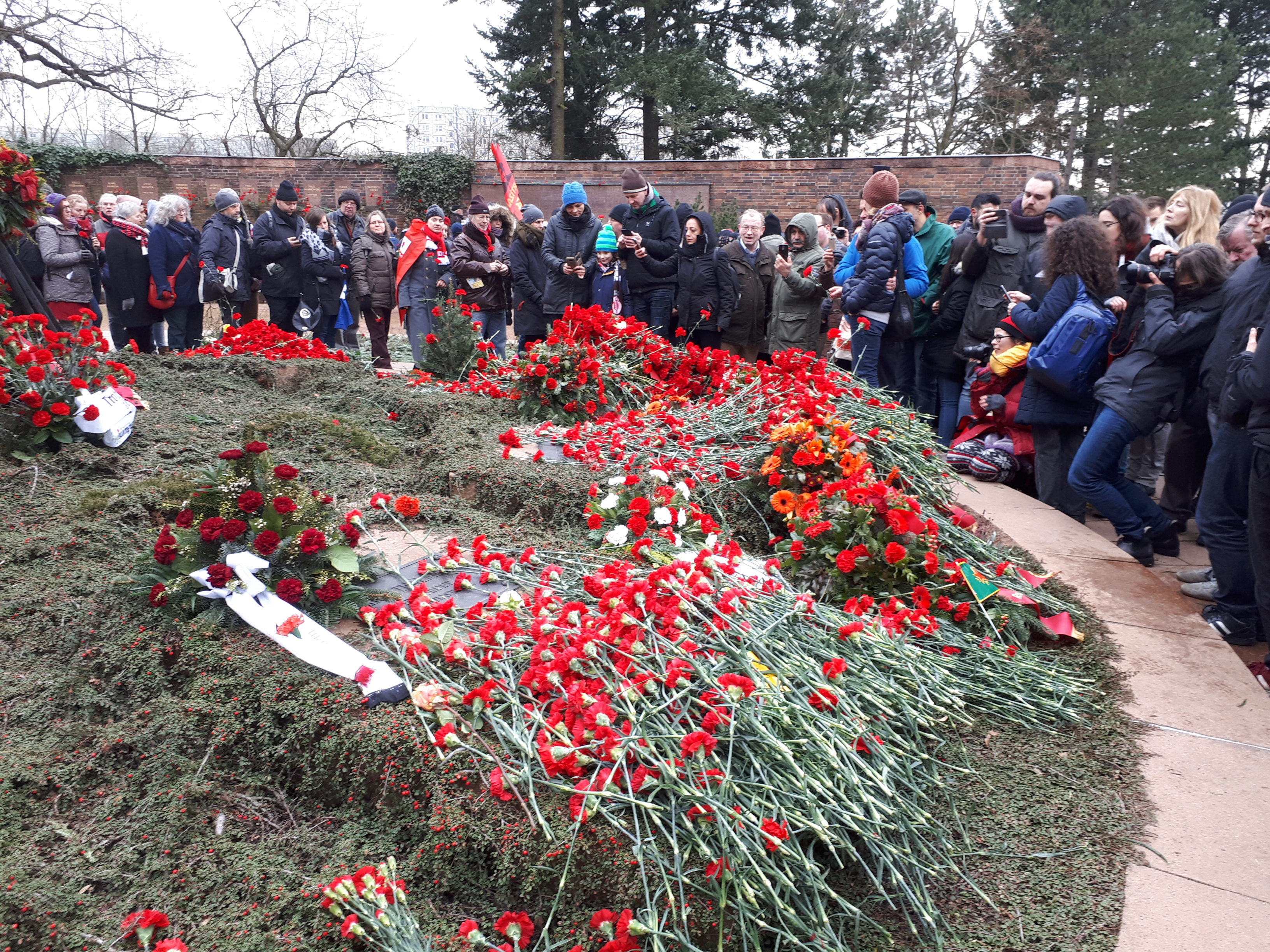
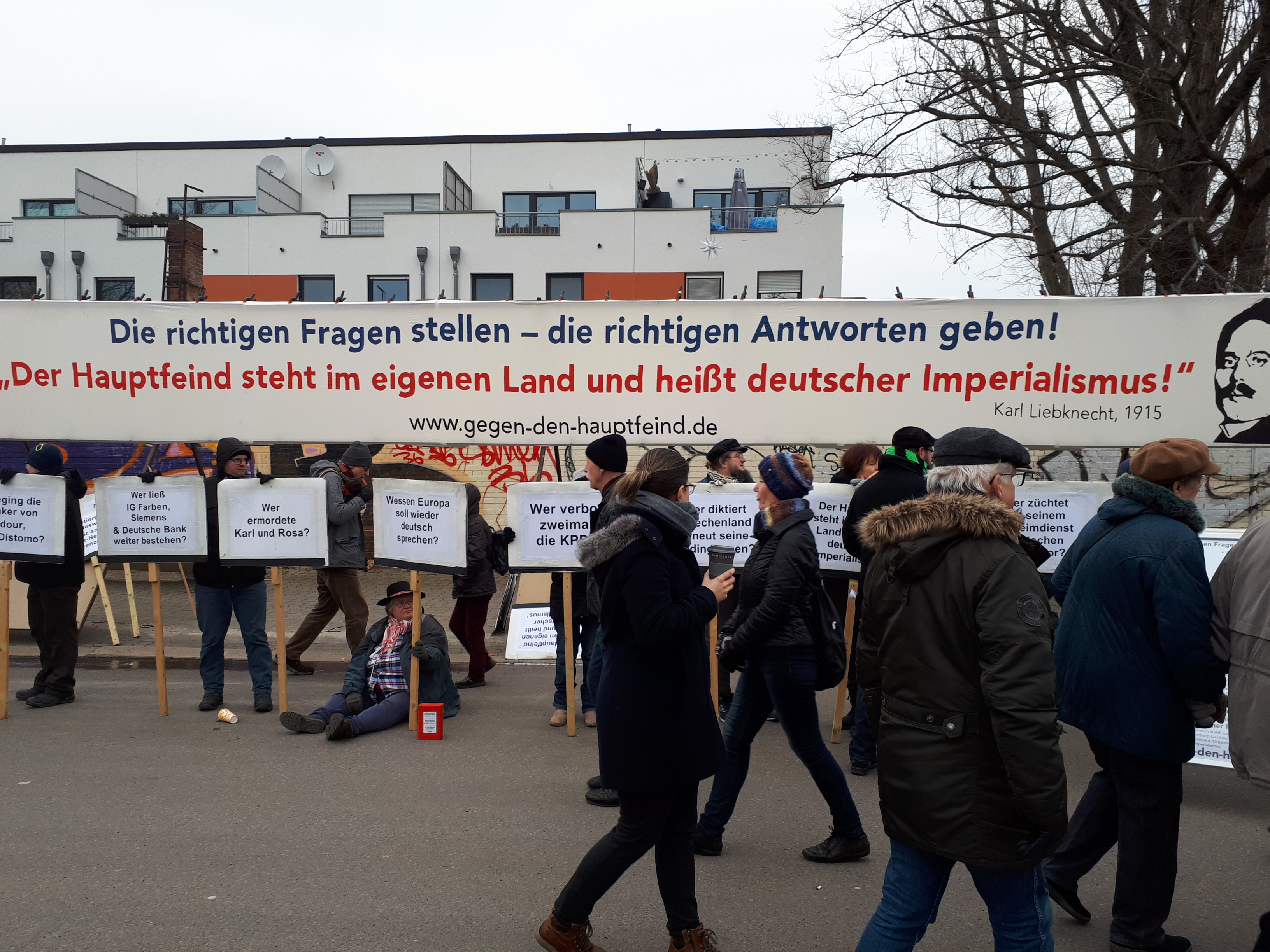